# كادن كلارك
كادن كلارك (مواليد 27 مايو 2003) هو لاعب كرة قدم أمريكي يلعب في مركز الوسط المهاجم في نادي نيويورك ريد بولز.